# キゴマ
キゴマ（Kigoma）は、タンザニア西端部のキゴマ州の州都である。キゴーマとも表記される。

## 地理・交通

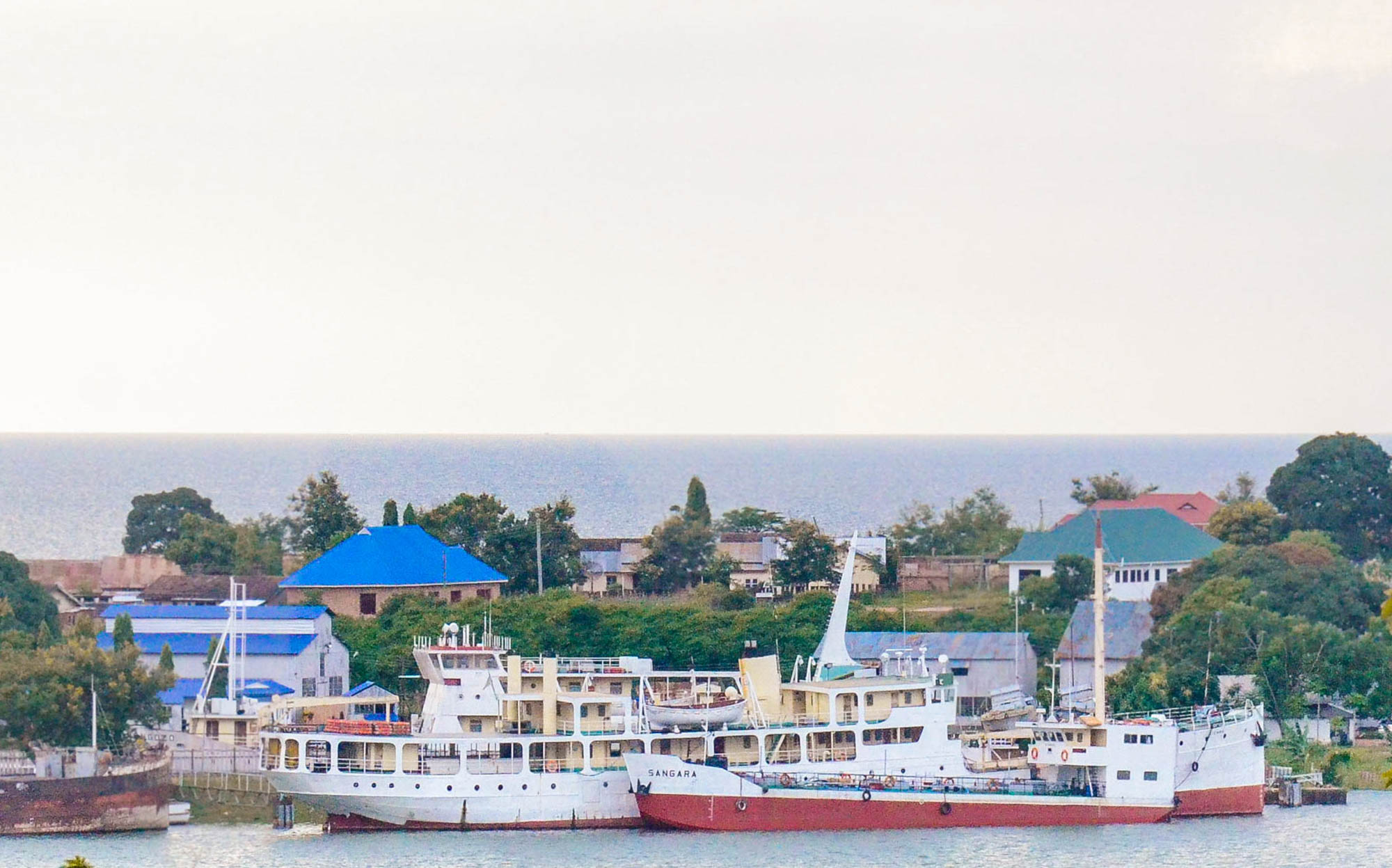
キゴマ港

キゴマはタンガニーカ湖東岸に形成された都市であり、インド洋沿岸のダルエスサラームからキゴマまで、タボラを経由して、鉄道路線の中央線で結ばれている。

タンザニアの鉄道路線の概略図。西端にKigoma、途中にTabora、そしてタンザニアの首都のDodoma、インド洋岸のDar es Salamと路線が続いている。なお、地図には表示が無いものの、Kigomaの北の国境線がブルンジとの国境である。また、やや見難いものの、Kigomaから南西にタンガニーカ湖を渡った先に、薄く書かれた線がベンゲラ鉄道の路線で、それがタンガニーカ湖に接している場所にカレミは位置する。

近隣の都市としては、南に約10 kmに位置するウジジが挙げられる。ブルンジ国境にも近く、また、タンガニーカ湖対岸のコンゴ民主共和国国境にも近い。なお、キゴマには港が存在し、タンガニーカ湖沿岸の主要都市との間で、旅客船や貨物船が運行されている。タンガニーカ湖西岸のコンゴ民主共和国のカレミへはベンゲラ鉄道が到達しており、キゴマからカレミへと渡航すれば、さらに西へ向かえる。

## 都市の規模
2002年時点でのキゴマの推計人口は、約13.1万人であった。なお、これはキゴマ州の東隣のタボーラ州の州都であるタボラの2002年時点の人口とさして変わらない。

## 歴史
キゴマ付近は内陸交易路上の集落として発展した。もっとも、当時はウジジが、この付近の交易の中心地であった。
19世紀にはアフリカ東岸で行われていた奴隷貿易の大規模化に伴い、この地域にまで奴隷狩りが及んだ。1858年には、イギリス王立地理学会から派遣されたバートンとスピークが、キゴマに到達した。19世紀後半には、探検家のリヴィングストン、スタンリーが、この地を訪れた。その後、植民地時代に鉄道がキゴマに達し、それによって交易の中心地が、ウジジからキゴマへと移動した。
なお、1961年のタンザニア独立までの間、キゴマも含めて植民地支配下に置かれた。